# ماورو ألبرتنغو
ماورو ألبرتنغو (بالإسبانية: Mauro Albertengo)‏ (ولد في 4 يناير 1990) وهو لاعب كرة قدم أرجنتيني يلعب حاليا كمهاجم لنادي أتليتيكو رافائيلا في دوري الدرجة الأولى الأرجنتيني.
ماورو هو الأخ الأكبر للاعب كرة القدم لوكاس ألبرتنغو.

## وصلات خارجية
- ماورو ألبرتنغو على موقع قاعدة بيانات كرة القدم.إي يو (الإنجليزية)
- ماورو ألبرتنغو على موقع Soccerway.com (الإنجليزية)

- Mauro Albertengo profile on Soccerway's website
- Ficha en Bdfa.com.ar